# Cattedrale dei Santi Mena, Vittore e Vincenzo
La cattedrale dei Santi Mena, Vittore e Vincenzo (in greco Μητροπολιτικός Ναός Αγίων Μηνά, Βικτωρος και Βικεντίου?) è la cattedrale ortodossa di Chio, nell'isola omonima, e sede della metropolia di Chio, Psara e Oinousses.

## Storia
Al posto dell'edificio vi era piccolo monastero costruito nel periodo genovese (1346-1566) e dedicato alla memoria dei Santi Mena, Vittore e Vincenzo. Questa prima chiesa era una basilica a tre navate, separate da colonne di porfido e ofite, con le pareti affrescate con scene della vita di vari santi. Nel 1822 il piccolo monastero è stato bruciato dai Turchi e distrutto. 
Nel 1838 una nuova chiesa fu ricostruita nel luogo del tempio distrutto con una decisione dell'allora metropolita di Chio Cosma (1837-1839), che nel 1839 elevò la chiesa a cattedrale dell'isola. La chiesa fu distrutta da un terremoto nel 1881. 
Sul sito venne innalzata la terza ed attuale chiesa, la cui costruzione è iniziata nel 1886 e completata nel 1888. La chiesa era in stile bizantino a cupola con due guglie ed è stata inaugurata il 29 gennaio 1889 dal vescovo di Chio Costantino (1887-1908).